# Felix Adler
Felix Adler (Alzey, 13 de agosto de 1851 - 24 de abril de 1933) fue un profesor germano-estadounidense de ética política y social, racionalista, influyente conferenciante sobre la eutanasia,  líder religioso y reformador social que fundó el movimiento de la Cultura ética.

## Biografía
Hijo de un rabino, Samuel Adler, emigró con su familia desde Alemania hacia los Estados Unidos donde su padre recibió el nombramiento de rabino jefe en el Templo Emanu-El de Nueva York. Felix Adler se graduó de la Universidad de Columbia en 1870 y se trasladó a Alemania junto a su hermano el doctor Isaac Adler, donde obtuvo un doctorado de la Universidad de Heidelberg. Pasó dos años en el departamento de Historia de la Universidad de Cornell como profesor de Lenguas orientales y Hebreo antes de que su "peligrosa actitud" le ocasionara el despido.
De regreso en Nueva York, Adler predicó algunos sermones en el Templo Emanu-El donde su padre todavía era rabino jefe. La omisión a cualquier referencia a Dios en todos sus sermones fue un enfoque no ortodoxo que lo hizo sospechoso ante la comunidad judía en Nueva York y pusieron fin a cualquier intento por convertirlo en sucesor de su padre en el cargo de rabino principal.

## Sociedad por la Cultura Ética de Nueva York
A la edad de 24 años en 1876, Adler fundó la Sociedad por la Cultura Ética de Nueva York. Su sermón del 15 de mayo de 1876 es considerado como la fecha en la cual se estableció la religión que denominó Cultura ética. Sus conferencias ante esta sociedad en Nueva York eran muy conocidos y populares, por lo que fueron regularmente reportados en el periódico New York Times. 
La creencia de Adler en los hechos más que en el credo llevaron a su sociedad a adoptar dos proyectos innovadores: en 1877, el NYSEC auspició el programa "Visiting Nursing", donde enfermeras y médicos de ser necesario visitaban a personas postradas en las zonas empobrecidas. Esta servicio fue eventualmente incorporado en el sistema sanitario de la ciudad de Nueva York. Un año después, en 1878, se fundó un jardín de infancia gratuito destinado a los hijos de la clase obrera. Con el tiempo, esta institución evolucionó hasta convertirse en el Ethical Culture Fieldston School.
En 1902, Adler obtuvo la cátedra de ética política y social en la Universidad de Columbia, la cual mantuvo hasta su muerte en 1933. Conferencista y escritor reconocido, Adler ejerció como rector de la Escuela de cultura ética hasta su muerte.
En 1917, Adler trabajó en la Oficina de Libertades civiles que más tarde se convirtió en la Oficina estadounidense de Libertades civiles y, luego, en la Unión Americana por las Libertades Civiles.

## Obras

### Citas
- Felix Adler - Wikiquote en.wikiquote.org
- Citas de Felix Adler en www.brainyquote.com
- Citas de Felix Adler quotes en.thinkexist.com

### Discursos
- Discurso fundacional de la Sociedad para la Cultura Ética, 15 de mayo de 1876.
- El significado ético de Pascua Archivado el 14 de mayo de 2008 en Wayback Machine., 1915.
- Algunas características del Movimiento ético estadounidense, alocución dada en Londres el 7 de junio de 1925.
- Con ocasión del 55º aniversario de la fundación del Movimiento ético, 10 de mayo de 1931.

### Informes en el New York Times
Los archivos del New York Times contienen informes sobre los discursos dados por Felix Adler, así como varias cartas y artículos escritos por o sobre Adler.
- «Pensadores avanzados: Conferencia de Felix Adler a la Sociedad por la cultura ética». New York Times. 1880. Consultado el 9 de agosto de 2008.
- «Esclavitud femenina: algunas imágenes terribles dibujadas por Felix Adler». New York Times. 1882. Consultado el 9 de agosto de 2008.
- «Carta de protesta de Felix Adler». New York Times. 1888. Consultado el 9 de agosto de 2008.
- «Muchos libros, una literatura: La Biblia es buena como maestra, dice Felix Adler. Cómo la perspectiva ética difiere de la ortodoxa, cristiana, judía y radical». New York Times. 1893. Consultado el 9 de agosto de 2008.
- «Jesucristo como maestro: Lecciones dibujadas por su vida, por Felix Adler. La ética de sus enseñanzas». New York Times. 1893. Consultado el 9 de agosto de 2008.
- «La influencia benigna femenina: es de justicia elemental que todas las carreras sean abiertas para las mujeres.». New York Times. 1894. Consultado el 9 de agosto de 2008.
- «La cuestión de mejores tenencias.». New York Times. 1894. Consultado el 9 de agosto de 2008.
- «Errores del socialismo; Felix Adler da razones para llamarlo impracticable.». New York Times. 1895. Consultado el 9 de agosto de 2008.
- «Conferencia sobre los Diez Mandamientos.». New York Times. 1895. Consultado el 9 de agosto de 2008.
- «Ética para las escuelas». New York Times. 1895. Consultado el 9 de agosto de 2008.
- «Casas para los pobres». New York Times. 1896. Consultado el 9 de agosto de 2008.
- «Las mujeres en la religión». New York Times. 1897. Consultado el 9 de agosto de 2008.
- «Para unir dos religiones: Felix Adler aboga por la unión de judíos y gentiles.». New York Times. 1897. Consultado el 9 de agosto de 2008.
- «Postulados de religión.». New York Times. 1897. Consultado el 9 de agosto de 2008.
- «Influencias de la religión». New York Times. 1897. Consultado el 9 de agosto de 2008.
- «Fuente del universo». New York Times. 1897. Consultado el 9 de agosto de 2008.
- «Los recursos del silencio». New York Times. 1898. Consultado el 9 de agosto de 2008.
- «Felix Adler a las madres». New York Times. 1898. Consultado el 9 de agosto de 2008.
- «Un criterio de progreso». New York Times. 1898. Consultado el 9 de agosto de 2008.
- «Funciones de un líder». New York Times. 1898. Consultado el 9 de agosto de 2008.
- «Significado de la templanza». New York Times. 1898. Consultado el 9 de agosto de 2008.
- «La religión de acción». New York Times. 1898. Consultado el 9 de agosto de 2008.
- «Sobre la religión de Buda». New York Times. 1901. Consultado el 9 de agosto de 2008.
- «Fono de $10,000 presentado a Felix Adler». New York Times. 1901. Consultado el 9 de agosto de 2008.
- «Carta de corrección de Felix Adler». New York Times. 1901. Consultado el 9 de agosto de 2008.
- «La cura para el infortunio matrimonio». New York Times. 1905. Consultado el 9 de agosto de 2008.
- Felix Adler (1916). «Cuarenta años del Movimiento de cultura ética». New York Times. Consultado el 9 de agosto de 2008.
- «La Sociedad Ética cumple cuarenta años». New York Times. 1916. Consultado el 9 de agosto de 2008.
- «Recomendación de Felix Adler sobre cómo ver la elección». New York Times. 1916. Consultado el 9 de agosto de 2008.
- «Felix Adler criticado: Ministros baptistas atacan su declaración de que no existe infierno». New York Times. 1917. Consultado el 9 de agosto de 2008.
- «Escuela de Felix Adler honra su memoria en el aniversario de su muerte». New York Times. 1935. Consultado el 9 de agosto de 2008.

### Libros
- Adler, Felix (1880). Creed and Deed: A Series of Discourses.
- Adler, Felix (1903). Life and Destiny.
- Adler, Felix (1905). The Religion of Duty.
- Adler, Felix (1905). Marriage and Divorce.
- Adler, Felix (1908). The Moral Instruction of Children.
- Adler, Felix (1908). The Essentials of Spirituality.
- Adler, Felix (1918). An Ethical Philosophy of Life: Presented in Its Main Outlines.
- Adler, Felix (1920). Incompatibility In Marriage.
- Adler, Felix (1922). The punishment of children.
- Adler, Felix (1923). The Reconstruction of the Spiritual Ideal: Hibbert Lectures Delivered in Manchester College, Oxford, May 1923.
- Adler, Felix, (1926). Fiftieth Anniversary of the Ethical Movement (1876-1926).
- Adler, Felix (1946). Our Part in This World, editado por Horace Friess.
- Adler, Felix (1911). "Principles Which Should Govern the Making of Bequests for Philanthropic Purposes", en: Remsen, Daniel S. (1911), Post-mortem use of wealth, including a consideration of ante-mortem gifts, págs. 89-93.